# Astathes
Astathes är ett släkte av skalbaggar. Astathes ingår i familjen långhorningar.

## Dottertaxa tillAstathes, i alfabetisk ordning[1]
- Astathes annamensis
- Astathes batoeensis
- Astathes bella
- Astathes bigemmata
- Astathes bimaculata
- Astathes bimaculatoides
- Astathes caloptera
- Astathes cincta
- Astathes contentiosa
- Astathes costipennis
- Astathes cupripennis
- Astathes dimidiata
- Astathes distincta
- Astathes episcopalis
- Astathes fasciata
- Astathes flaviventris
- Astathes formosana
- Astathes fulgida
- Astathes fulgidior
- Astathes gemmula
- Astathes holorufa
- Astathes ignorantina
- Astathes japonica
- Astathes laosensis
- Astathes lemoides
- Astathes leonensis
- Astathes levis
- Astathes nigrofasciata
- Astathes nitens
- Astathes partita
- Astathes perplexa
- Astathes posticata
- Astathes pseudopartita
- Astathes purpurea
- Astathes sikanga
- Astathes splendida
- Astathes straminea
- Astathes terminata
- Astathes velata
- Astathes violaceipennis
- Astathes violaceoplagiata